# 本陣殺人事件
『本陣殺人事件』（ほんじんさつじんじけん）は、横溝正史の長編推理小説で、「金田一耕助シリーズ」の第1作である。1946年（昭和21年）4月から同年12月まで『宝石』誌上に連載された。降り積もった雪で囲まれた日本家屋での密室殺人を描く。雑誌連載時の挿絵は松野一夫による。
横溝は本作で1948年第1回探偵作家クラブ賞を受賞した。
2023年にアメリカの『タイム』誌が選ぶ「史上最高のミステリー&スリラー本」オールタイム・ベスト100（The 100 best mystery & thriller books of all time）に、『The Honjin Murders』のタイトルで選出されている。
2014年3月時点で映画2本、テレビドラマ3作品が制作されている。

## 概要
本作は横溝の戦後最初の長編推理作品であり、それまで日本家屋には不向きとされていた密室殺人を初めて描いた作品として知られる。また金田一耕助のデビュー作でもある。
『宝石』の編集長・城昌幸から連載の依頼を受けた作者は、本格中の本格というべき「密室殺人事件」か「一人二役」「顔のない死体」という三大トリックのどれかに取り組んでみたいと思ったが、『神楽太夫』で顔のない死体を書いてしまったので、自分に本格ものが書けるかもしれないという自信を植えつけてくれたディクスン・カーが密室作家であることからも、こんどはどうしても密室殺人を書きたいと思った。
本作の冒頭でも述べられているが、疎開していた農家の天井も柱も長押もすべて紅殻塗りであったことがガストン・ルルー著『黄色い部屋の秘密』を連想させ、日本式家屋での密室殺人が書けないものか考え始め、さらにカーター・ディクスン著『プレーグ・コートの殺人』の四方を泥に囲まれた離れを雪に囲まれた離れに置き換えたらどうかと考えたと作者は述べている。
密室トリックについては、シャーロック・ホームズ・シリーズの『ソア橋』との共通性が指摘され、本作の中でも金田一耕助が推理の根拠としてそれを引き合いに出しているが、作者自身はロジャー・スカーレット著『エンジェル家の殺人』に着想を得たものだと語っている。
物語は、岡山県に疎開した作者が人伝いに聞いた話をまとめたという形式をとっている。このスタイルは同じく琴が扱われている谷崎潤一郎の『春琴抄』の懐古物語形式の影響であると横溝自身が語っている。トリックに関わる小細工のすべてを琴に結びつけることで怪奇幻想色を演出するとともに、田舎町の本陣という日本の古い伝統を背景に置くことで、重苦しく怪しい雰囲気を作り上げた。この横溝の作風は本作に始まり、後続の『獄門島』や『八つ墓村』で完成された。
作中、金田一耕助は、A・A・ミルン の『赤い館の秘密』の素人探偵アントニー・ギリンガムに似ているという描写があるが、後年横溝は、ギリンガムがこの一作だけなので、金田一耕助も『本陣』一作だけのつもりだったと語っている。『獄門島』で金田一が再登場した経緯は、本作の連載中に『宝石』の編集長・城昌幸から「次の作品を書け」との依頼があり、新しい探偵を考えるのが面倒という理由で金田一を再登板させることになったというものである。金田一とその後何度もコンビを組むことになる磯川警部も本作に同時に登場している。
作品の最後は、作者による、作品冒頭の言葉遣いがアンフェアな叙述トリックではないという説明に費やされたり、作中、海外探偵小説の密室のトリックについて「探偵小説論争」が行われたりと、探偵小説批判が盛り込まれているのも本作の特徴となっている。
佐藤友之『金田一耕助さん・あなたの推理は間違いだらけ!』（青年書館）の中で「克子が処女でなかったことに嫌悪し殺人まで計画した賢蔵なら、初夜に克子を抱くことはありえず、克子の方は初夜に自分を求めない賢蔵に対して、"やっぱりこの人は私を許してはくれていないんだ"と、考えて悶々として眠れない夜を送ったはず。従って、克子は夜中に賢蔵のただならぬ気配に気がついたはずで、寝ているところを賢蔵が刺し殺すことは不可能。」と、いう点が疑問として指摘されている。
本作中では、村・川・駅の名前の漢字がそれぞれ伏字となっているが、川―村、岡―村、総―町、清―駅、高―川については作中設定に合致する実在地名（川辺村・岡田村（ともに現・倉敷市）、総社町（現・総社市）、清音駅、高梁川）が存在する。久―村は久代村（現・総社市）に相当するとも考えられるが、清音駅よりも総社駅の方が近い（清水京吉が清音駅から久代村を目指すのは不自然）という問題がある。
一柳家のモデル宅は、岡田村字桜部落（現・真備町岡田）にある横溝正史疎開宅に近い西側に、本家分家がどっしりと棟を並べて村人たちから「大加藤」と呼ばれている加藤家の屋敷の本家で、もとは川辺村で本陣を構えていたが、1893年（明治26年）の高梁川大氾濫で桜部落へ移ったと、横溝の妻・孝子が記している。

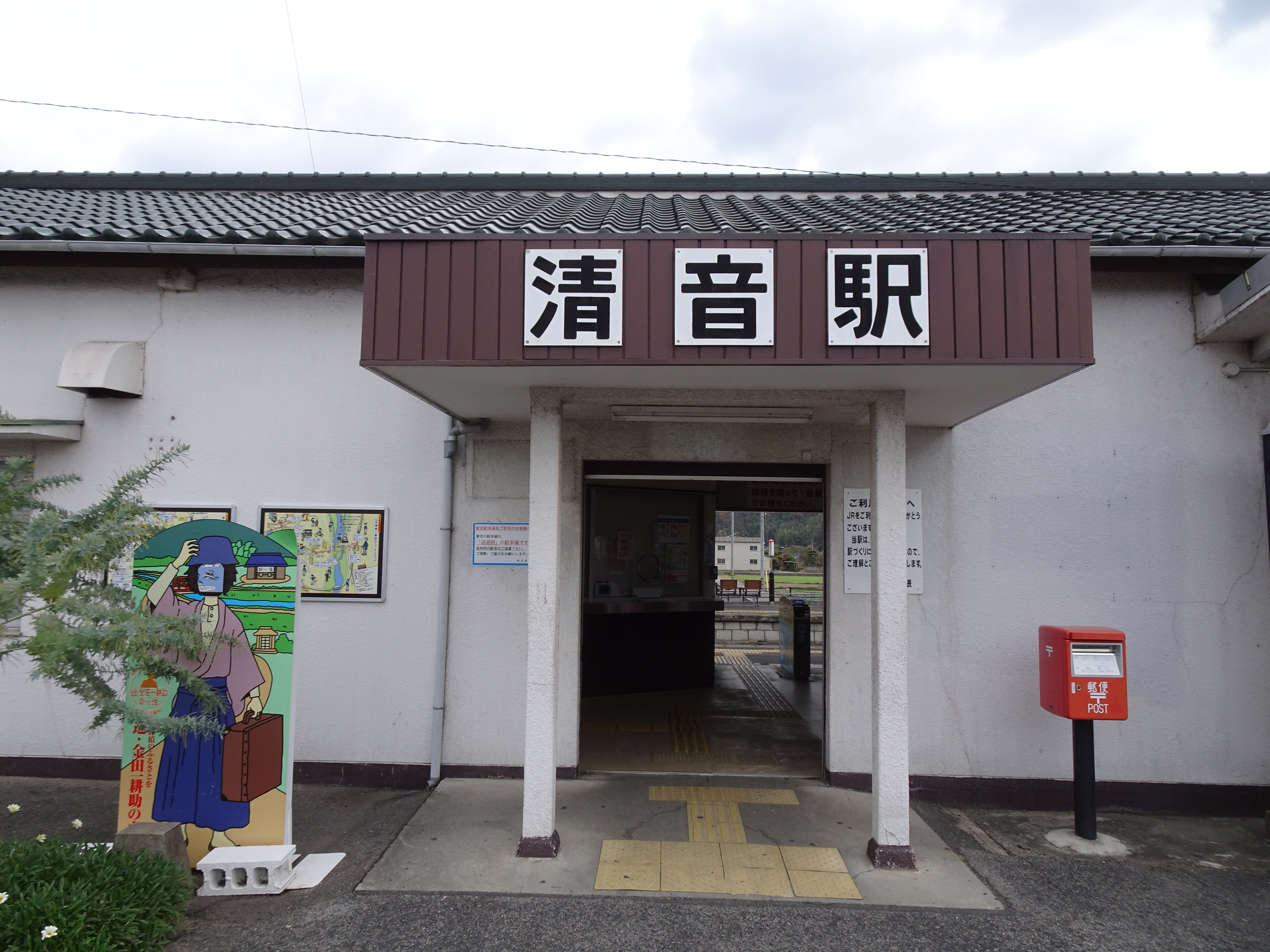
清音駅（総社市） 左側に金田一耕助の顔出しパネルが立てられている。
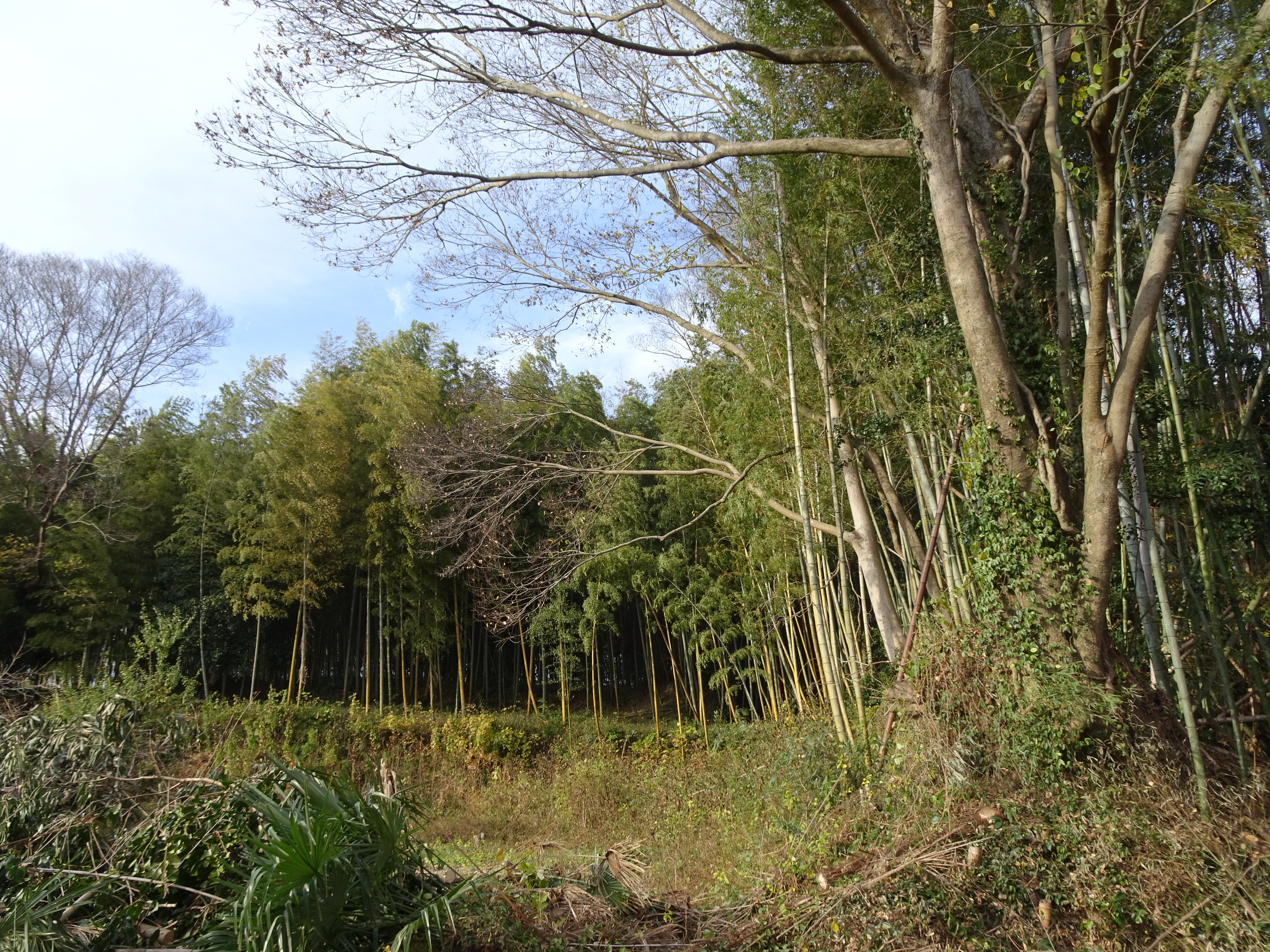
一柳家のモデルとされる邸宅跡地[注 3] （倉敷市真備町岡田）
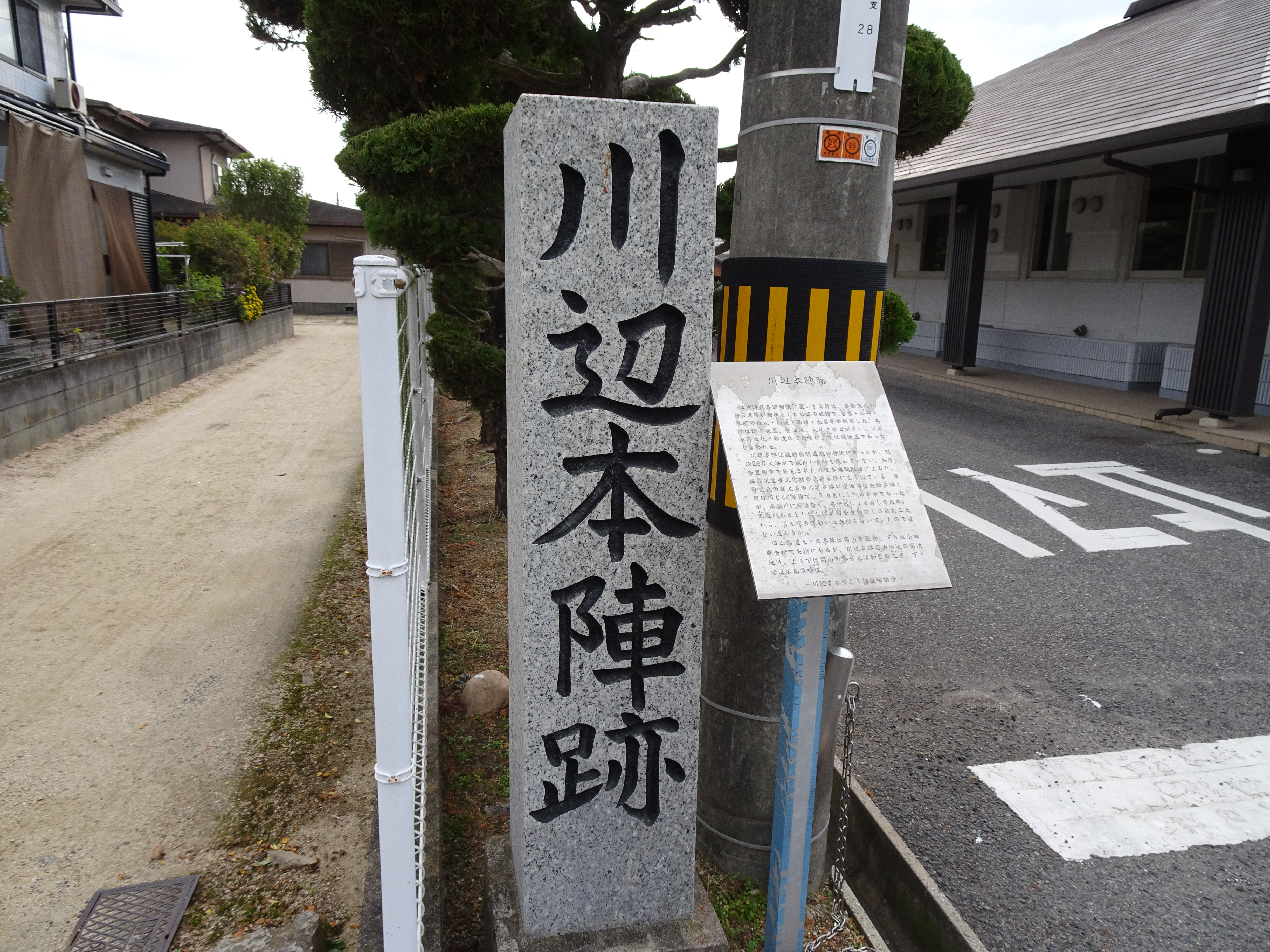
川辺本陣跡の石碑 （倉敷市真備町川辺） 川辺本陣は明治26年の大洪水で流出した旨が、説明板に記載されている。

## あらすじ
1937年（昭和12年）11月25日、岡山県の旧本陣の末裔・一柳家の屋敷では、長男・賢蔵と小作農の出である久保克子の結婚式が執り行われていた。二人の結婚は「家柄の違い」による周囲の大反対を押し切ったものであり、式と披露宴は一族のうち少数の者のみが出席する内輪のものだった。それでも賢蔵の妹・鈴子が琴を披露するなどして、滞りなく午前2時前にお開きとなった。
やがて2時間ほど経過して明け方を迎える頃、新郎新婦の寝屋である離れ家から悲鳴と琴をかき鳴らす音が聞こえてきた。克子の育ての親でもある叔父の久保銀造らが雨戸を壊して中に入ると、賢蔵と克子が布団の上で血まみれになって死んでいた。しかし離れ家内には死んだ夫婦以外に誰もいなかった。披露宴終了直後に降り出した雪に覆われた庭の中央には血に染まった凶器の日本刀が突き立っていたが、周囲には足跡ひとつなく、言わば完全な密室だった。
警察による捜査の結果、結婚式の直前に顔を隠し手袋をした3本指の男が一柳家を訪れ、賢蔵に「君のいわゆる生涯の仇敵」と署名した復讐遂行を示唆する手紙を託したこと、および「生涯の仇敵」と書かれた男の写真が賢蔵のアルバムにあったことが判明し、さらに凶器の日本刀についていた指紋と、2日前に3本指の男が駅前に現れた折、水を飲むのに用いたコップに残っていた指紋が一致したため、3本指の男がその「生涯の仇敵」であり、犯人であると目される。しかし、夢遊病が疑われる鈴子が式の前夜に死んだ愛猫の墓に参っていたときに出くわしたと証言した以外、3本指の男の足取りはつかめなかった。
姪を意外な事件で喪った銀造は、自身が名探偵と見込んで出資している金田一耕助を電報で呼び出し、事件解決を依頼する。金田一は、一柳家の三男・三郎が本棚を埋めるほど所有している探偵小説に非常な興味を示し、三郎と「探偵小説における密室殺人」の論議を交わす。その夜、同刻に再び琴の音が響き、同じ離れ家で重傷を負った三郎が発見される。やはり庭に凶器の日本刀が突き立っていた。三郎は金田一との探偵小説論議がきっかけで密室殺人の秘密を暴くべく離れ家に来たところ、不審な男に斬りつけられたと証言する。
そんな時、克子の友人が訪れ、克子とかつて交際のあった不良青年・田谷照三が犯人に違いないと主張する。その男と「生涯の仇敵」の写真の男が別人なので警察は混乱するが、金田一は、克子が処女でないことを賢蔵に打ち明けていたということを知って事件の大筋に見当をつけ、鈴子の愛猫の墓から手首から切り落とされた3本指の手を発見。さらに家の近くの炭焼き窯から3本指の男の死体を発見する。
金田一は磯川警部と丹念に事件現場を観察し、庭木に突き立てられた鎌や庭木の位置、さらに早朝から作動する水車などの状況を考察したうえでトリックを暴く。そして関係者一同を事件現場に集め、事件のトリックを再現してみせた。事件に用いられた日本刀の鍔の部分には琴糸が通され、その糸は離れ家の軒先に取り付けられた琴柱、庭の石灯籠、庭木の支えの竹筒を貫いた末に、向かいにある水車小屋の水車の車軸に両端がそれぞれ繋がっている。夜明けとともに水車が作動すれば、回転につられて糸は車軸に徐々に巻き取られていく。凶器の日本刀は離れ家の屋内から徐々に引き出され、雨戸上部の欄間より外に出ていく。軒下に取り付けられた琴柱や庭の石灯籠に支えられた糸は水車に巻き込まれて張りつめ、刀は切っ先を下にして宙に浮いた状態になる。やがて張力に耐え切れず軒先の琴柱が外れ、琴糸はあらかじめ庭木の幹に固定してあった鎌に引っ掛けられて切断され、支えを失った日本刀は先端から墜落して雪面に刺さり、残った糸はすべて水車に巻き込まれて隠される、という仕掛けなのであった。事件のたびに琴が鳴らされたのは、琴糸をその通過経路上にある叢竹が弾いて音を鳴らしてしまうことをカムフラージュするためであった。
賢蔵は、克子が処女でないことを知って婚約を破棄したかったが、小作農の娘がゆえの周囲の猛反対を押し切っての結婚だったので、「それ見たことか」と笑われるようなこともプライドが許さない。そこで、自分に苦悩をもたらした克子を殺し、自らも死ぬ計画を立てたのであった。しかし、自殺もまた自己の敗北を認めることになるため、他殺と装えるトリックを考えたのであった。そんな折、賢蔵は偶然に行き倒れていた「3本指の男」の遺体を発見しトリックの実験台として離れ家に持ち込む。だが実際に刀を用いての実験現場を三郎に見られたため彼を共犯に引き入れ、探偵小説好きの三郎の知恵を借り、過去の日記の一部を焼却処分したり犯行予告文を偽造したりするなどして「過去の怨念が絡んだ殺人」に見せかける細工を付加した。賢蔵の死亡保険の受取人になっていた三郎は、自殺では保険金が受け取れないこともあって、そして「小細工に関しては兄より優れている」という優越感から犯行に協力したのだった（ただし克子を殺すことは知らなかったと主張）。
3本指の男は単なる通りがかりに衰弱死したところを賢蔵に偶然見つけられ、犯行の予行実験に使われたり、切断された手首を「指紋をつけるためのスタンプ」として使われたり、持っていた運転免許証の写真を「生涯の仇敵」として仕立てあげられたりしていたのであった。
賢蔵の誤算は、殺人に見せるために雨戸は開けておくつもりで犯人と思わせる足跡も庭につけたのだが、積雪によりそれら一切が無駄になってしまったことであった。金田一は、雨戸を開けなかったのは賢蔵の最後の自棄であったと推測する。鈴子が事件のあった次の夜に出会ったという相手は3本指を掘り出していた三郎で、夢遊病を起こしてふらふらやって来た彼女を3本指で驚かせたものであった。三郎の負傷事件は自演で、探偵小説論議における金田一の「密室殺人も機械的トリックは感心しない」という言葉への挑戦で行ったものであった。

## 登場人物
金田一耕助（きんだいち こうすけ）
新進の私立探偵。歳のころは25、6歳で着崩れた羽織袴姿。風体はどことなく海外の海外の推理小説に登場する素人探偵「アントニー・ギリンガム」に似ている。事件発生時はパトロンである久保銀造のもとに滞在中で、事件を受けた銀造に呼びだされ事件解決に挑む。
磯川常次郎（いそかわ つねじろう）
岡山県警察部の警部。今回の殺人事件を担当する。
木村
磯川の部下の若い刑事。金田一の依頼で清水京吉が目指していた久―村の親戚を探し出した。

### 久保家
久保克子（くぼ かつこ）
女学校の教師。事件当時25、6歳。器量は十人並みだが、聡明で万事にテキパキとした性格。自身が倉敷の街で若年の知識人層を対象とした集会を開いた折り、一柳賢蔵に講演を依頼したのが縁で彼と交渉を持ち、1年ほどのちに結婚を申し込まれる。だが彼女自身は過去に「過ち」を犯しており、それを結婚直前に賢蔵に打ち明けてしまう。そして結婚式の初夜、離れ家で賢蔵と共に死んでいるのが発見された。
久保銀造（くぼ ぎんぞう）
克子の叔父。かつては村の小作人だったが兄とともに渡米して資金を貯め、帰国後は果樹園の経営で成功。亡き兄・林吉の娘・克子を引き取り、学費を惜しまずに育て上げた。金田一耕助のパトロンで、渡米していた金田一の学資を負担したり、帰国後の金田一が探偵業を営むにあたり事務所の設備費や当面の生活費などを負担したりした。姪の結婚を喜び彼女が恥をかかないよう、最高級の衣装に調度を整えて持たせる。だが小作人の悲哀と地方の因習を知り抜く彼は、「名家」に嫁すことが克子にとって幸福か否か悩む。
久保林吉（くぼ りんきち）
故人。克子の父。岡―村の小作人であったが、弟・銀造と共にアメリカへ渡って果樹園の技術を習得し、故国へ戻って成功させる。遅い結婚で克子を儲けるものの、ほどなく死去。

### 一柳家
一柳糸子（いちやなぎ いとこ）
賢蔵らの母。事件当時57歳。威厳と誇りを崩さない老婦人。長男・賢蔵と克子の結婚には「家柄が違いすぎる」として反対だったが、息子に折れる形で結婚を認める。
一柳賢蔵（いちやなぎ けんぞう）
長男で、一柳家の当主で学者。事件当時40歳。高い鼻と削ぎ落したような頬の風貌。謹厳実直を絵に描いたような、近寄りがたい雰囲気がある人物。京都の大学で哲学を学び、卒業後に母校で講師を務めたものの健康を害して帰郷。その後も研究に入れ込むうちに婚期を逃す。だが、ある集会の講演で久保克子と出会い、それからわずか1年ほどで結婚の意志を伝え、周囲からの反対の声を押し切って婚礼を迎える。だが初夜に離れ家で新妻・克子と共に死んでいるのが発見された。正義感にあふれ、自他ともに厳しく接する。極端な潔癖症で、家に来訪者があった折には客が触れたものをすべてアルコール消毒するほど。
一柳妙子（いちやなぎ たえこ）
長女。ある会社員と結婚して、上海に渡航している。
一柳隆二（いちやなぎ りゅうじ）
次男。事件当時35歳。丸顔に髭をたくわえた紳士。大阪の病院に勤務している医者。結婚式当日は福岡市での学会に出席していた。その帰り、兄の結婚を祝おうと帰郷したところで事件を知らされる。
一柳三郎（いちやなぎ さぶろう）
三男。兄弟中での不作。中学校を退学させられ、のちに入学した神戸の専門学校も退学させられた。事件当時25歳だが定職に就かず、家でごろごろしている。根気がなく、それでいて狡猾なところがあり、村内でも軽蔑されている。推理小説愛好家で、本棚には江戸川乱歩から小栗虫太郎、コナン・ドイルにエラリー・クイーンと、内外のあらゆる推理小説家の著作がある。なお賢蔵は自身に5万円の死亡保険金をかけていたがその受取人は三郎であり、しかも事件発生時に三郎には完璧なアリバイがあったことから、警察の疑いを招くことになる。
一柳鈴子（いちやなぎ すずこ）
次女。病弱で腺病質で知能にも遅れがあり、話をしても内容にはとりとめがない。だが琴の演奏には天才的な技量を示し、鋭いひらめきを見せるところもある。婚礼の当日、新婦である克子の代わりに琴を弾いた。事件発生直前に愛猫を亡くし、墓を作る。
一柳良介（いちやなぎ りょうすけ）
賢蔵らの従兄弟。学歴は小学校卒だが計算の術に長け、風采が上がらないものの世事に明るいため一柳家の管理人を務める。糸子は偏屈な長男や不出来な三男より、良介を頼りにしているような節がある。だが彼は性質に卑しいところがあり、賢蔵の潔癖な性格をわざと煽っていらだてる向きがある。
一柳秋子（いちやなぎ あきこ）
良介の妻。おとなしく、「毒にも薬にもならない」人物。
一柳作衛（いちやなぎ さくえ）
故人。賢蔵らの父。日ごろは温厚だが激すると前後の見境をなくす人物で、田地の争いから日本刀による殺人事件を起こし、自らも深傷（ふかで）を負って死亡した。
一柳隼人（いちやなぎ はやと）
故人。良介の父。軍人で階級は大尉。日露戦争中に部内での不正事件の責任を負って日本刀で割腹自殺した。今回の事件を受けた周囲の者たちは「一柳家は呪われた家系」と噂しあう。
一柳伊兵衛
賢蔵らの大叔父で川―村に在住。酒癖が悪い。もともと今回の結婚には反対の立場だったため、酒宴で若夫婦にさんざん嫌味を並べる。婚礼のあと泥酔したため三郎が送って帰った。そのため三郎は事件のとき不在だった。

### その他
お直（おなお）
一柳家に仕える下働きの老婆。
お清（おきよ）
一柳家に仕える女中。
源七（げんしち）
作男。事件に伴い、密室状態だった離れ家の雨戸を最初に打ち壊す。
周吉（しゅうきち）
一柳家に仕える小作。
田口要助
近所の百姓。清水京吉が一柳家の内部を覗いていたのを目撃していた。
妹尾（せのお）
保険の代理店を営んでいる。早い段階で自殺説を主張した。
白木静子（しらき しずこ）
克子と同窓で親友。女学校の教師。見た目は27、8歳ほどで藪にらみの容貌。事件の知らせを受けて一柳家に向かう途中で交通事故に遭い、病院に収容される。そこでで金田一に会い、克子が抱えていた過去の悩みを証言する。
田谷照三
久保克子のかつての恋人。某医科大学の制服を着用していたが実は3度受験して失敗しており、そののち暴力団員になっている。事件直前に、克子と偶然に再会していた。
清水京吉（しみず きょうきち）
右頬に大きな傷跡がある、右手が3本指の男。事件の前々日に一柳家までの道を尋ねた。

## 作品成立の経緯
1945年、3月10日の東京大空襲におどろいた義理の姉からの疎開のすすめに応じて、43歳の横溝は吉祥寺の家を引き払い、夫人と3人の子供を連れて、親戚の手引により、4月1日に両親の出身地に近い岡山県吉備郡岡田村（現・倉敷市真備町岡田）字桜に疎開した。
疎開先で横溝は、敗戦に終わったときの日本の将来への不安もあったが、探偵小説に対する理不尽な圧迫も解消される時代が来るのではないか（第二次世界大戦中は軍の指示によって探偵小説は禁止されていた）、そうなったら瀬戸内海の島を舞台にしたものなど本格探偵小説を書いてみたいという希望も抱いていた。「終戦の詔勅」を聞いたあとは「さぁ、これからだ！」と再出発に奮い立ち、「それからのちの私は、本格探偵小説の鬼であった」と述べている。
まもなく同級生の兄で本格探偵小説マニアの西田政治（1893 - 1984 作家・翻訳家）が神戸から海外探偵小説の古本を送ってきてくれるようになり、それを吸収しながら静かに田舎で準備を整えだした。村に復員してきた学生たちは、作家横溝がいることを知って遊びに来るようになり、横溝は思いついたトリックなどを語って聞かせていたが、そのひとり藤田嘉文という青年から彼の出身校の岡山一中に伝わる「琴の怪談」を聞き、「琴というロマンチックな小道具」を利用しようと思いつく。また、両親がこの近在の出であったため（先祖の墳墓も南方一里にあった）横溝一家は「よそもの」扱いされることはなかったが、地方の村では「都会では死語にひとしい『家柄』という言葉が、いまなお厳然と生きており」、「『よそもの』に対する排他精神や警戒心が、都会人には考えられないほど根強いことを知った」ことも作品に強い影響を与えることとなった。岡田村には旧本陣の末裔が今も資産家として大きな屋敷を構えており、地方の古めかしい家柄というものも横溝の興趣をそそった。
年が明けた1946年、横溝は『宝石』の城昌幸編集長から長篇執筆の依頼を受け、念願の本格長編探偵小説の第1作『本陣殺人事件』が誕生した。横溝にとって「戦後初の長篇」でもあった。
出版社に送った第1回の原稿では、「本陣」では一般読者にわかりにくいのではないかということで『妖琴殺人事件』という題を付けたが、自己の戦前の作風が連想されることを忌避し、また新たな出発のために、「本陣」については第2回以降で説明を加えればよいと思い直して原稿を送った後、電報で題名変更を伝えた。当初の執筆条件は「毎回26枚、6回連載、全部で150枚の長篇」であったが反響も良かったため、結果的に連載は8回、枚数的には倍の長さとなった（起稿は1946年2月25日、脱稿は同年10月7日）。連載中、横溝は既知未知の多くの人々から激励の手紙をもらい、「日本でも論理的探偵小説が、必ずしも歓迎されなくはないことを知って、大いに意を強うした」という。
本作は完結後に「土曜会」の席上で詳しく吟味検討され、特に江戸川乱歩により綿密に解剖され、長所短所を指摘した評論の中で、欠点として「殺人の動機について、読者を納得させるところが不十分である」という指摘がなされた。横溝自身もこの部分は不満を感じていたのでのちに加筆され、それが決定稿となった。

## 作品の評価
- 1948年第1回探偵作家クラブ賞を受賞[注 12]。
- 田中潤司は作者作品ベスト5を選出した際、本作品を2位に挙げ[注 13]、作者もこれを「妥当なもの」としている[3]。
- 『週刊文春』が推理作家や推理小説の愛好者ら約500名のアンケートにより選出した「東西ミステリーベスト100」の国内編では、本作品は1985年版で7位に[注 14]、2012年版で10位に選出されている[注 15]。
- 横溝を世界ベストファイブ級の才能と激賞する坂口安吾は、終戦後の作品で最もつまらないのが本作品であると述べている[17]。
- 本作品は、2023年に『タイム』誌が選ぶ「史上最高のミステリー&スリラー本」オールタイム・ベスト100に選出されている[1]。

## 書誌情報
- 本陣殺人事件（青珠社、1947年）
- 横溝正史集 探偵小説名作全集4（河出書房、1956年5月）
- 獄門島 横溝正史全集3（講談社、1970年）
- 本陣殺人事件（角川書店、角川文庫、1973年4月、ISBN 4041304083）
- 本陣殺人事件 横溝正史全集5（講談社、1975年3月）
- 横溝正史集 日本探偵小説全集9（東京創元社、創元推理文庫、1986年1月、ISBN 4488400094）
- 岡山 ふるさと文学館39（磯貝英夫 編、ぎょうせい、1994年6月、ISBN 4324038066）
- 本陣殺人事件 日本推理作家協会賞受賞作全集1（双葉社、双葉文庫、1995年5月、ISBN 4575658006）
- 本陣殺人事件 金田一耕助ファイル2（角川書店、角川文庫、1996年9月 ISBN 4041304083）
- 本陣殺人事件（他2編 、春陽堂書店、1997年12月、ISBN 4394395275）
- 本陣殺人事件 蝶々殺人事件 横溝正史自選集1（出版芸術社、2006年12月、ISBN 488293308X）

他多数

## 映画
小説発表の翌年の1947年に、早くも映画が製作・公開されているが、このとき片岡千恵蔵が演じた金田一は、戦前からの名探偵（明智小五郎など）のイメージを踏襲したスーツ姿で登場する。1975年の2作目の映画版は設定年代を制作当時とし、中尾彬が演じた金田一は原作の書生スタイルを現代に移したジーンズ姿となった。

### 1947年版
『三本指の男』は1947年12月9日に公開された。東横映画、監督は松田定次。

### 1975年版
『本陣殺人事件』は1975年9月27日公開。たかばやしよういちプロダクション、映像京都、ATG提携作品、配給ATG。自主映画出身の高林陽一の初の商業映画監督。主演・中尾彬がヒッピー風のジーンズ姿で金田一耕助を演じる。後の横溝ブームの先駆けとなったとされる。
当初は原作どおり昭和初期の話にするつもりであったが、制作当時の70年代に置き換えた。そのため、銀造が金田一を呼んだ手段は電報ではなく電話であり、糸子を除く全ての登場人物が基本的に洋装で、葬儀や婚礼のときおよび一部人物の就寝時のみ和装である（三郎は婚礼でも洋装）。また、媒酌人は村長ではなく町長である。
鈴子の葬列に遭遇した金田一が1年前の事件を回想する構成になっており、回想は婚礼当日の花嫁到着待ちから始まるが、内容は概ね原作に忠実であり、以下のような軽微な差異のみである。
- 時期を11月ではなく4月としている。
- 原作で一部伏字となっている地名は、伏字相当部分が全く無い地名（清町・川村・岡村・久村）としている。
- 県警本部長が大阪府警勤務時代に金田一と関わったため、磯川警部も名前を知っていた。
- 隆二は登場せず、妙子の名前も出ない。三郎が保険の受取人であった設定は無い。
- 鈴子は頻繁に頭痛で頭を抱えている。また、野草摘みを好み、花の世話にも熱心である。
- 鈴子が琴の演奏を代行したのは、克子に心得があるかどうか判らなかったからではなく、単に準備を簡略化するため。
- 猫の墓をめぐる鈴子と三郎のやりとりは省略されており、3本指の手が猫の棺桶に2回隠された設定は無い。その一方で、鈴子と銀造や金田一とのやりとりを充実させている。
- 事件発生直後に銀造が場を仕切っている状況や、欄間から覗いても中の様子が確認できない状況は描写されていない。また、水車小屋を使っていた周吉は登場しない。
- 庭の琴柱は金田一が発見した。他にもう1個が隠されていた設定は無い。
- 3本指の男から賢蔵への手紙は手書きではなく新聞文字の切り抜きであった。
- 原作の川田屋に相当する店は飯屋ではなく駄菓子屋であり、清水京吉が立ち寄ったときに賢蔵が通りかかった設定は無い。一柳家が道標に過ぎなかったことを金田一が実証するくだりは省略されている。
- 水車小屋は久村への道沿いにあり、清水京吉は水車小屋の目前で絶命していた。遺体を隠したのが炭焼き窯という設定は採用されていない。
- 白木静子が自動車事故で病院に担ぎ込まれる設定は無く、持参した手紙には田谷照三の氏名が明記されている。

解明した真相を金田一が銀造と語る場面とオーバーラップする、重傷を負って臥せっている三郎の独白という形で、三郎が賢蔵の予行演習に遭遇して以降の経緯が具体的に映像化され、金田一による再現実験の場面につながっている。
キャスト
- 金田一耕助 - 中尾彬
- 一柳賢蔵 - 田村高廣
- 一柳三郎 - 新田章
- 一柳鈴子 - 高沢順子（松竹）
- 一柳糸子 - 東竜子
- 一柳良介 - 伴勇太郎
- 一柳秋子 - 山本織江
- 一柳伊兵衛 - 海老江寛
- 久保克子 - 水原ゆう紀（新人・東芝EMI）
- 久保銀造 - 加賀邦男
- 村長（媒酌人） - 原聖四郎
- 田谷照三 - 石山雄大
- 三本指の男 - 常田富士男
- 磯川警部 - 東野孝彦
- 白木静子 - 村松英子（特別出演）

※「磯川」を「いそがわ」と発音している。
スタッフ
- 脚本・監督 - 高林陽一
- 企画 - 葛井欣士郎
- 製作 - 高林輝雄・西岡善信
- 撮影 - 森田富士郎
- 美術 - 西岡善信
- 音楽 - 大林宣彦
- 録音 - 中沢光喜
- 照明 - 山下礼二郎
- 編集 - 谷口登司夫
- 助監督 - 南野梅雄

ロケ地
- 奈良県明日香村某邸。

影響
- 原作本が角川書店から出版されていたため、まだ映画を手掛ける前の角川春樹が本作の試写会を見に来た。当時社長だった角川は宣伝協力費として50万円出資し、文庫化していた原作シリーズを映画公開に併せて「横溝正史フェア」としてタイアップを行い、本作はATGとして初めて配収1億円を突破した。また角川は、中尾彬が演じるジーパン姿の金田一を見て、原作の御釜帽子と草臥れた袴の良さを再認識し、これが翌1976年の映画進出第一作『犬神家の一族』に繋がる。また本作の音楽と編集助手を担当した高林の盟友・大林宣彦と角川がこの試写会で初めて会った。大林は角川がアメリカ映画『ある愛の詩』の原作小説の日本語版の版権をいち早く安く手に入れ、プロモーションを展開したことを知っており、「あなたが『ラブ・ストーリィ』に目をつけたのは、なかなかですね」と褒めたことが、後の最多タッグに繋がった。

## テレビドラマ

### 1977年版
『横溝正史シリーズ 本陣殺人事件』は、TBS系列で1977年5月7日から5月21日まで毎週土曜日22時 - 22時55分に放送された。全3回。
毎日放送、映像京都製作。
- 時期を昭和23年初春としている。
- 最寄駅は「備中高瀬」で「高瀬警察署」があり、川田屋は駅前の雑貨屋である。また、原作の「久―村」を「くのむら」としている。
- 久保銀蔵は大阪で町工場を経営しており、金田一は久保の招待を受けて結婚式に参列した。
- 屋敷内に居住している分家（従弟・良介ほか）は存在しない。叔父・伊兵衛は倉敷在住で糸子と不倫関係にあり、そのことも事件の遠因になった。
- 一柳家の兄妹は賢蔵、三郎、鈴子の3人のみで、三郎が「不作」という設定はなく、糸子はむしろ三郎を頼りにしている。鈴子は脳腫瘍を患っている。
- 日和警部は当初金田一を邪険にするが、本部長が金田一の活躍を知っていて捜査会議に招き入れる。
- 三郎が大叔父を送っていったため不在だったという設定、死体の心臓が予行演習のために抉られていた設定、叢竹が琴糸を弾いて音を立てる設定は無い。琴柱の役割は詳しく説明されない。
- 賢蔵が3本指の男からのメッセージを受け取るのは婚礼後に使用人や村人たちに克子を引き合わせたときであり、清水京吉に扮したのは三郎である。日記の焼き捨てはその前に行われていた。
- 三郎が起こした第2の事件は3本指の男を出現させるのが目的で、密室状況は作らなかった。
- 白木静子が自動車事故に遭う設定は無く、葬儀参列のための来訪の際に田谷照三のことを申し出る。
- 金田一は密室トリックを早々に解いてしまうが動機（特に三郎の）が納得できずに悩み、糸子にも結論を拒絶される。しかしその直後、重傷を負って臥せっている三郎が糸子に金田一の結論が正しいと語る。
- 清水京吉の死体発見は密室トリック解明より後である。警察官が電話しているのを聞いてそれを知った三郎は、金田一を呼んで賢蔵に協力することになった経緯を語る。その後、瀕死の体を引きずるようにして琴を弾いている糸子の元へ行き絶命する。
- 清水京吉が「一柳家への道順」を尋ねた理由を金田一が確認する場面はあるが、その場面の意味は説明されない。

キャスト
- 金田一耕助 - 古谷一行
- 一柳賢蔵 - 佐藤慶
- 一柳三郎 - 荻島真一
- 一柳鈴子 - 西崎みどり
- 一柳糸子 - 淡島千景
- 一柳伊兵衛 - 北村英三
- 久保克子 - 真木洋子
- 久保銀造 - 内藤武敏
- 白木静子 - 松村康世
- 清水京吉 - 草野大悟
- かね - 野村昭子
- 県警本部長 - 菅貫太郎
- 日和警部 - 長門勇
- 山田刑事 - 金井進二

スタッフ
- 企画 - 角川春樹事務所、毎日放送
- プロデューサー - 青木民男（毎日放送）、香取擁史、西岡善信
- 脚本 - 安倍徹郎
- 撮影 - 牧浦地志
- 照明 - 中岡源権
- 美術 - 西岡善信
- 録音 - 中沢光善
- 編集 - 山田弘
- 衣装 - 伊藤なつ
- 美粧 - 竹村浩二
- 結髪 - 石井ヱミ
- 協力 - 京都衣装、山崎かつら、高津商会、京阪商会
- 現像 - 東洋現像所
- 音楽 - 真鍋理一郎
- 主題歌 - 茶木みやこ「まぼろしの人」
- 監督 - 蔵原惟繕
- 制作 - 毎日放送、大映映画、映像京都

### 1983年版
『金田一耕助シリーズ 本陣殺人事件 三本指で血塗られた初夜』は、TBS系列の2時間ドラマ「ザ・サスペンス」（毎週土曜日21時2分 - 22時53分）で1983年2月19日に放送された。
1977年版と同じ脚本家で設定を概ね踏襲しており、台詞も継承しているものが多い。1977年版とは以下のような差異がある。
- 金田一が探偵として駆け出しのころの事件というのは原作通りだが、時期は戦後数年の後。
- 一柳家は旧本陣をそのまま屋敷としており、鉄道の駅が見降ろせる位置にある。駅名は不明である。川田屋は原作通り食堂である。
- 雨戸を破る前に欄間から覗き込む手順は無い。琴を鳴らしたのは発見を早めるためと説明される。清水京吉が「一柳家への道順」を尋ねた理由は言及も追究もされない。
- 清水京吉の靴は藪の中で金田一が発見し、死体は木や竹で埋められていたのを警察が人海戦術で発見した。

キャスト
- 金田一耕助 - 古谷一行
- 一柳賢蔵 - 西岡徳馬
- 一柳三郎 - 本田博太郎
- 一柳鈴子 - 牛原千恵
- 一柳糸子 - 高峰三枝子
- 一柳伊兵衛 - 山内明
- 久保克子 - 山本みどり
- 白木静子 - 大塚良重
- 久保銀造 - 下條正巳
- 日和警部 - ハナ肇

スタッフ
- 企画 - 大下晴義、樋口祐三（TBS）
- プロデューサー - 徳田良雄、金川克斗志（TBS）
- 脚本 - 安倍徹郎
- 音楽 - 喜多嶋修
- 撮影 - 藤井哲矢
- 照明 - 美間博
- 美術 – 西岡善信
- 録音 - 生水俊行
- 編集 - 山田弘
- 製作協力 - 映像京都
- 企画協力 - 角川春樹事務所、かとう企画
- 監督 - 井上昭
- 製作 - 東阪企画、TBS

### 1992年版
『横溝正史シリーズ 本陣殺人事件 名探偵が挑む怪奇密室殺人の謎!?』は、フジテレビ系列の2時間ドラマ「金曜ドラマシアター」（金曜日21時3分 - 23時22分）で1992年10月2日に放送された。
- 冒頭で1939年（昭和14年）ニューヨークでカレッジに在学中の金田一が描かれるが、単に困窮して久保銀造の援助を受けているだけ。
- 事件は1954年（昭和29年）のこととされている。
- 一柳家の最寄駅は備中川井（井倉洞と満竒洞の最寄駅という案内が映るが、実際の最寄駅は井倉）である。
- 金田一は病身の久保銀造の代理として婚礼に出席しており、銀造は登場しない。鈴子と仲良しになる銀造の役回りは金田一が担っている。
- 妙子は未婚で糸子から後継者に指名されているが、拒否して大阪に在住。婚礼のために帰ってきて糸子の命で葬儀を取りしきっている。隆二は登場しない。賢蔵と三郎は後継指名のことを知らなかった。
- 糸子は子を産めぬ体で、子供たちの実母は秋子（分家の嫁ではなく女中頭）であった。分家は登場しないが、良介（分家の当主ではなく年配の使用人）が原作通りに鈴子に頼まれて猫の柩を作り、賢蔵死体発見にも関わる。
- 三本指の男は、他に女を作って追い出された隼人（分家の先代ではなく糸子の婿）であった。隼人は屋敷裏の神社に秋子が母親であることを暗示する絵馬を遺していた。
- 白木静子は久保克子が金田一の見合い相手として考えて名前を伝えていただけで、事件後に一柳家へ向かおうとする設定は無い。金田一が交通事故の新聞記事を読み、岡山市内の病院を訪問する。
- 糸子は事前に白木静子から久保克子と田谷照三の関係を聞き出しており、賢蔵の非を責めて自殺に追いやっていた。
- 賢蔵が自殺を他殺に見せかけるのを共謀していた三郎は一柳家の継承を糸子に要求する。しかし、拒絶されて激高し、刀を振り回して秋子と争って重傷を負った。糸子が止めを刺して、刀は秋子が賢蔵のときと同じ場所に刺しておいた。
- 糸子は殺人現場に放火して自殺、一柳家は妙子が継承することになる。

キャスト
- 金田一耕助 - 片岡鶴太郎
- 一柳賢蔵 - 本田博太郎
- 一柳三郎 - 長岡尚彦
- 一柳鈴子 - 小田茜
- 一柳糸子 - 佐久間良子
- 三本指の男（一柳隼人） - ?
- 一柳妙子 - 古手川祐子
- 久保克子 - 森口瑤子
- 女中・秋子 - 吉行和子
- 田谷照三 - 赤井英和
- 白木静子 - 牧瀬里穂

※小田茜と牧瀬里穂は"友情出演"のクレジット付き
スタッフ
- 企画 -  岡田太郎、鈴木哲夫、小林義和
- プロデューサー - 高橋萬彦、川上一夫
- 脚本 - 岸田理生
- 音楽 - 石田勝範
- 撮影 - 木村祐一郎
- 照明 - 米田俊一、田中雄哉
- 美術 - 根本研二、本田邦宏
- 音声 - 助川洋昭
- 編集 - 深沢佳文
- 映像合成 - 山崎吉広
- 琴指導 - 吉田桃世
- 方言指導 - 高村尚枝
- 演出 - 福本義人
- 企画協力 - 角川春樹事務所
- 制作 - 共同テレビジョン、フジテレビ

## 舞台

### 回路R
「ミステリー専門劇団回路R」による、朗読サスペンス劇場『名探偵金田一耕助・本陣殺人事件』として、2022年8月12日にあさがやドラムで無観客上演の模様が、配信された。
- 脚本・演出は回路Rの森本勝海。

キャスト
- 金田一耕助 - 林正樹
- 一柳糸子 - 山畑恭子
- 一柳賢蔵 - 山田純
- 一柳隆二 - 三浦義和
- 一柳三郎 - 門杉啓人
- 一柳鈴子 - 大野陽子
- 一柳良介 - 田原智樹
- 一柳秋子 - 千葉こず恵
- 白木静子 - 日下部新
- 三本指の男 - ミハル
- 飯屋の女将 - 吉村香澄
- 木村刑事 - 森山直弥
- 磯川警部 - 宮内洋
- 横溝正史・久保銀造（二役） - 森本勝海

## ゲームソフト
『金田一耕助シリーズ 本陣殺人事件』は、Steam/Nintendo Switch用のゲームソフトとして、colyより2025年4月24日に発売された。
事件の内容自体は原作とほぼ同じだが、本作内では事件が既に解決済みであり、プレイヤーは傍観者的な立場として、『本陣殺人事件』の著者が書き溜めた「覚書」の断片から各発言の話者や出来事の時系列を正しく整理していくことになる。こうしたゲームシステムは、Somiが開発したゲームソフト『未解決事件は終わらせないといけないから』と類似しており、Somiから許諾を得て制作されている。
本作においてプレイヤーが行う推理は、犯人および犯行動機の解明に焦点が当てられており、トリックについては金田一耕助が解き明かす。一方で、事件のキーポイントとなる事柄については、クイズ形式でプレイヤーに出題される。